# الضوابط الهندسية للمواد النانوية

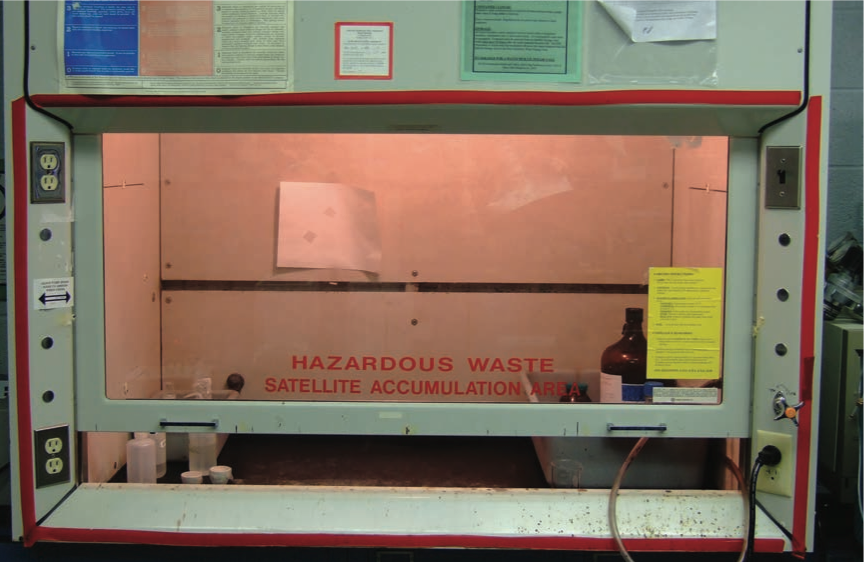
غطاء الدخان هو مثال على عنصر تحكم هندسي يستخدم تهوية العادم المحلية مع حاوية لعزل العامل عن المواد النانوية التي قد تنتقل عبر الهواء.

الضوابط الهندسية للمواد النانوية هي مجموعة من أساليب مكافحة المخاطر والمعدات للعمال الذين يتفاعلون مع المواد النانوية. الضوابط الهندسية هي تغييرات مادية في مكان العمل تعزل العمال عن المخاطر، وتعتبر أهم مجموعة من الطرق للسيطرة على المخاطر الصحية والسلامة للمواد النانوية بعد تصميم الأنظمة والمرافق.
الخطر الرئيسي للمواد النانوية هو الآثار الصحية الناجمة عن استنشاق الهباء الجوي المحتوي على جسيمات نانوية. ويمكن استخدام أو تكييف العديد من الضوابط الهندسية التي تم تطويرها للصناعات الأخرى لحماية العمال من التعرض للمواد النانوية، بما في ذلك التهوية والتصفية باستخدام التركيبات المختبرية مثل أغطية الدخان والاحتواء باستخدام صناديق القفازات وغيرها من الضوابط غير التهوية مثل الحصير اللاصق. ويجري البحث عن الضوابط الهندسية الأكثر فعالية بالنسبة للمواد النانوية.

## خلفية

### الضوابط الهندسية

الضوابط الهندسية هي العنصر الثالث الأكثر فعالية في التسلسل الهرمي للتحكم في المخاطر. وهي مفضلة على الضوابط الإدارية ومعدات الحماية الشخصية ، ولكنها أقل تفضيلاً من التخلص من المخاطر أو استبدالها.

تعتبر السيطرة على التعرض للمخاطر المهنية الطريقة الأساسية لحماية العمال. تقليديا، تم استخدام تسلسل هرمي للضوابط كوسيلة لتحديد كيفية تنفيذ الضوابط الممكنة والفعالة، والتي تشمل عادة الإزالة، والاستبدال، والضوابط الهندسية، والضوابط الإدارية، ومعدات الحماية الشخصية. وتعتبر الأساليب السابقة في القائمة عموما أكثر فعالية في الحد من المخاطر المرتبطة بالخطر، مع التوصية بتغييرات العمليات والضوابط الهندسية باعتبارها الوسيلة الرئيسية للحد من التعرض، وتعتبر معدات الحماية الشخصية الملاذ الأخير. والغرض من اتباع التسلسل الهرمي هو أن يؤدي إلى تنفيذ نظم أكثر أمانا بطبيعتها، تلك التي انخفض فيها خطر المرض أو الإصابة إلى حد كبير.[1]
الضوابط الهندسية هي التغيرات المادية في مكان العمل التي تعزل العمال عن المخاطر من خلال احتوائهم في حاوية، أو إزالة الهواء الملوث من مكان العمل من خلال التهوية والترشيح. عادة ما تكون عناصر التحكم الهندسية المصممة جيدا سلبية، بمعنى أنها مستقلة عن تفاعلات العمال، مما يقلل من احتمال تأثير سلوك العمال على مستويات التعرض. كما أنها من الناحية المثالية لا تتداخل مع الإنتاجية وسهولة المعالجة للعامل، لأنه بخلاف ذلك قد يكون الدافع وراء المشغل للتحايل على الضوابط. يمكن أن تكون التكلفة الأولية للضوابط الهندسية أعلى من الضوابط الإدارية أو معدات الحماية الشخصية، ولكن تكاليف التشغيل طويلة الأجل غالبا ما تكون أقل، ويمكن أن توفر أحيانا وفورات في التكاليف في مجالات أخرى من العملية.:10–11

### المواد النانوية
المواد النانوية لها بعد أساسي واحد على الأقل أقل من 100 نانومتر، وغالبا ما يكون لها خصائص مختلفة عن تلك المكونات السائبة التي هي مفيدة من الناحية التكنولوجية. نظرا لأن تقنية النانو هي تطور حديث، فإن الآثار الصحية والسلامة للتعرض للمواد النانوية، وما هي مستويات التعرض التي قد تكون مقبولة، لم يتم فهمها بالكامل بعد.:1-3 تجهيز وتصنيع المواد النانوية تنطوي على مجموعة واسعة من المخاطر. تتأثر أنواع الضوابط الهندسية المثلى لكل حالة بكمية وغبار المادة وكذلك مدة المهمة. على سبيل المثال، يشار إلى ضوابط هندسية أقوى إذا كان لا يمكن استبدال المواد النانوية الجافة بتعليق، أو إذا كان لا يمكن القضاء على إجراءات مثل صوتنة أو قطع مصفوفة صلبة تحتوي على مواد نانوية.:9–11
كما هو الحال مع أي تكنولوجيا جديدة، من المتوقع أن تحدث حالات التعرض المبكرة بين العمال الذين يجرون أبحاثا في المختبرات والمصانع التجريبية. من المستحسن أن يقوم الباحثون الذين يتعاملون مع المواد النانوية الهندسية في هذه السياقات بأداء هذا العمل بطريقة تحمي سلامتهم وصحتهم.: 1 تعتبر تدابير التحكم للجسيمات النانوية والغبار والمخاطر الأخرى أكثر فعالية عند تنفيذها في سياق نظام شامل لإدارة السلامة والصحة المهنية، وتشمل عناصره الحاسمة التزام الإدارة ومشاركة الموظفين، وتحليل موقع العمل، والوقاية من المخاطر ومكافحتها، والتدريب الكافي للموظفين والمشرفين والمديرين.

## تنفس
تتميز أنظمة التهوية بأنها إما محلية أو عامة. تعمل تهوية العادم المحلية عند أو بالقرب من مصدر التلوث، غالبا بالتزامن مع العلبة، بينما تعمل تهوية العادم العامة على غرفة كاملة من خلال نظام التكييف في المبنى.:11–12

### تهوية العادم المحلية
تهوية العادم المحلية (LEV) هي تطبيق نظام العادم عند أو بالقرب من مصدر التلوث. إذا تم تصميمه بشكل صحيح، فسيكون أكثر كفاءة في إزالة الملوثات من تهوية التخفيف، مما يتطلب كميات أقل من العادم، وأقل من هواء الماكياج، وفي كثير من الحالات، تكاليف أقل. من خلال تطبيق العادم في المصدر، تتم إزالة الملوثات قبل دخولها إلى بيئة العمل العامة.:12
وتشمل الأمثلة على أنظمة العادم المحلية أغطية الدخان، ومرفقات التوازن تنفيس، وخزانات السلامة البيولوجية. أغطية العادم التي تفتقر إلى العلبة أقل تفضيلا، ولا ينصح بأغطية التدفق الصفحي لأنها توجه الهواء إلى الخارج نحو العامل.:18–
ي السنوات 2006 ، الشركة الدولية لتكنولوجيا النانو ومختبر البحوث التي تقدم تقريرا عن تصنيع وتجهيز البحوث أو استخدام المواد النانوية.جميع المنظمات المشاركة في التحقيق والإبلاغ عن نوع معين من الرقابة الهندسية الأكثر شيوعا الاتصال التحكم هو مختبر التقليدية التهوية مجلس الوزراء، ثلثي الشركات تقارير استخدام هذا النوع من التهوية مجلس الوزراء.

#### اغطية الدخان

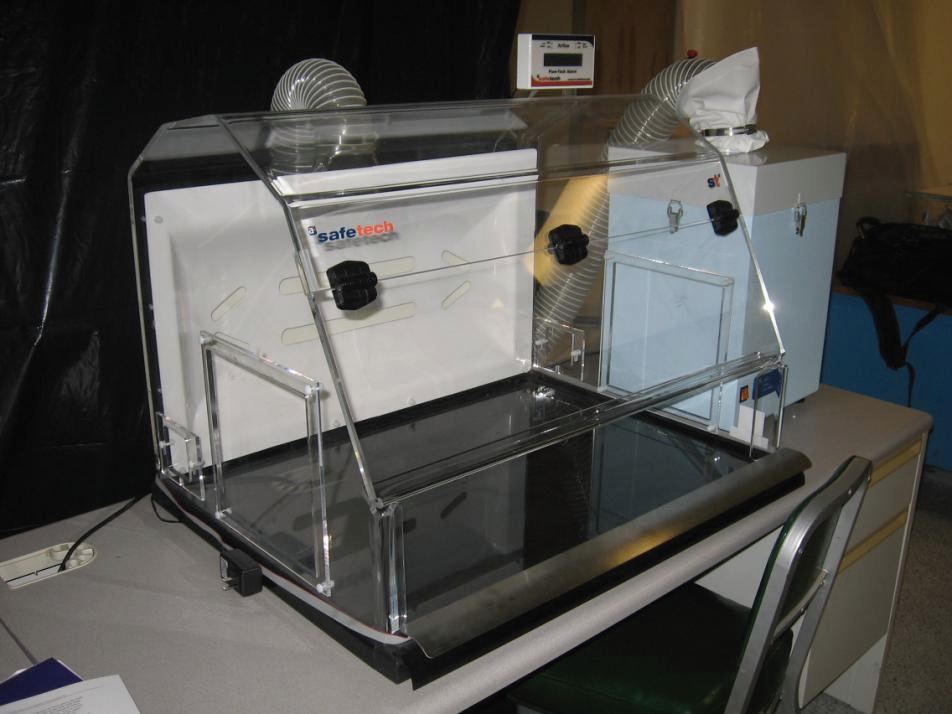
يمكن استخدام حاويات التوازن المهواة المستخدمة في صناعة الأدوية للمواد النانوية ، مع مزايا الحجم الأصغر والاضطراب المنخفض.

شفاطات الدخان ينصح أن يكون متوسط الداخل السرعة من 80 إلى 100 قدم في الدقيقة (التيار الوطني الحر) في وجه غطاء محرك السيارة. بالنسبة للمواد ذات السمية الأعلى، يوصى باستخدام سرعة وجه أعلى من 100-120 fpm من أجل توفير حماية أفضل. ومع ذلك، لا يعتقد أن سرعات الوجه التي تتجاوز 150 fpm تحسن الأداء، ويمكن أن تزيد من تسرب غطاء المحرك.
يتم تطوير أغطية الدخان الجديدة المصممة خصيصا لتكنولوجيا النانو في المقام الأول على أساس حاويات التوازن منخفضة الاضطراب، والتي تم تطويرها في البداية لوزن المساحيق الصيدلانية ؛ توفر حاويات معالجة المواد النانوية هذه الاحتواء الكافي بسرعات الوجه السفلية، والتي تعمل عادة عند 65-85 fpm. فهي مفيدة لعمليات الوزن، والتي تزعج المواد النانوية وتزيد من الهباء الجوي.:27–28
يوصى بتمرير الهواء الخارج من غطاء الدخان من خلال مرشح HEPA واستنفاده خارج بيئة العمل، مع معالجة المرشحات المستخدمة كنفايات خطرة. الاضطراب يمكن أن يسبب المواد النانوية للخروج من الجزء الأمامي من غطاء محرك السيارة، ويمكن تجنبها عن طريق الحفاظ على وشاح في الموقف الصحيح، والحفاظ على الداخلية من غطاء محرك السيارة مرتب مع المعدات، وعدم جعل الحركات السريعة أثناء العمل. يمكن أن تؤدي السرعات العالية للوجه إلى فقدان المواد النانوية المسحوقة; في حين أنه اعتبارا من عام 2012 كان هناك القليل من الأبحاث حول فعالية أغطية الدخان منخفضة التدفق، كان هناك دليل على أن أغطية الستائر الهوائية كانت فعالة في احتواء الجسيمات النانوية.:19–24

#### مرفقات أخرى

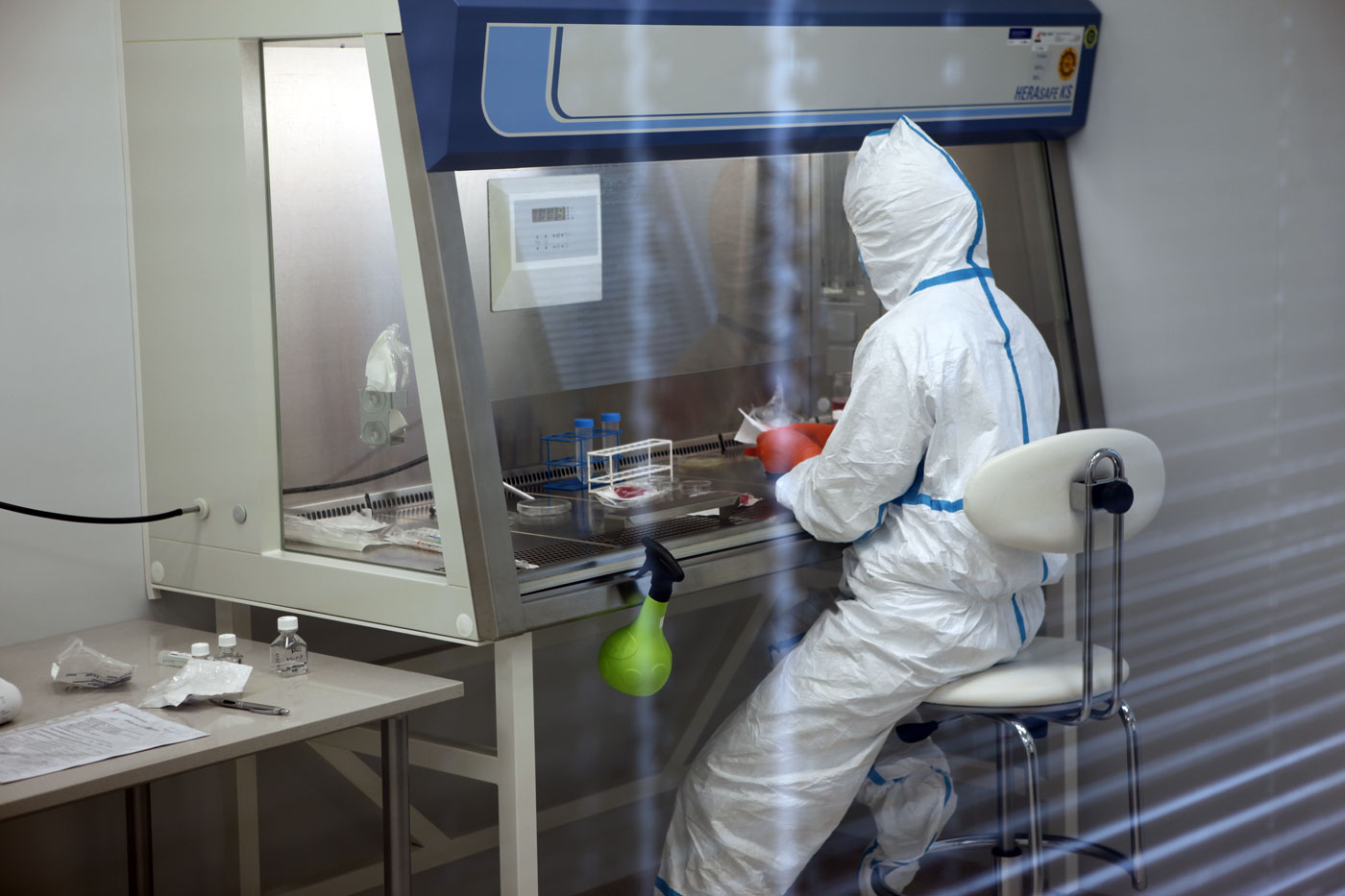
على الرغم من تصميم خزانات السلامة الأحيائية لاحتواء الهباء الحيوي، إلا أنه يمكن استخدامها أيضًا لاحتواء المواد النانوية.

مجلس الوزراء السلامة البيولوجية مصممة لاستيعاب البيولوجية الهباء الجوي، وحجم الجسيمات النانوية هي مماثلة لتلك التي في الهندسة ومع ذلك، فإن مجلس الوزراء السلامة البيولوجية العادية أكثر عرضة للاضطراباتكما هو الحال مع مجلس الوزراء التهوية، اقترح تصريف.
ويمكن أيضا أن تستخدم مخصصة على نطاق واسع مرفقات التهوية لقطع كبيرة من المعدات.:9-11

### تهوية عامة للعادم
التهوية العامة للعادم (GEV)، وتسمى أيضاً تهوية التخفيف، تختلف عن التهوية المحلية للعادم لأنه بدلاً من التقاط الانبعاثات في مصدرها وإزالتها من الهواء، تسمح التهوية العامة للعادم بأن ينبعث في هواء مكان العمل ثم تضعف تركيز الملوثات إلى مستوى مقبول. GEV غير فعالة ومكلفة بالمقارنة مع التهوية العادم المحلية، ونظرا لعدم وجود حدود التعرض المعمول بها لمعظم المواد النانوية، لا ينصح الاعتماد عليها للسيطرة على التعرض.:11-12
ومع ذلك، يمكن أن توفر GEV ضغط الغرفة السلبية لمنع الملوثات من الخروج من الغرفة. يمكن أن يوفر استخدام الإمدادات والهواء العادم في جميع أنحاء المنشأة مخططات للضغط تقلل من عدد العمال المعرضين لمواد خطرة محتملة، على سبيل المثال إبقاء مناطق الإنتاج عند ضغط سلبي فيما يتعلق بالمناطق المجاورة.:11-12 للتهوية العامة للعادم في المختبرات، يتم استخدام نظام عدم إعادة تدوير الهواء مع 4-12 تغيير الهواء في الساعة عند استخدامها جنبا إلى جنب مع التهوية المحلية، ويتم وضع مصادر التلوث على مقربة من عوادم الهواء والرياح الهاونية للعمال، وبعيدا عن النوافذ أو الأبواب التي قد تسبب مسودات الهواء.:13

### التحقق من السيطرة
عدة تقنيات التحكم التحقق يمكن استخدامها لتقييم تدفق الهواء في الأماكن المغلقة من المهم أن تحقق ما إذا كان نظام ليف يعمل حسب التصميم من خلال قياس تدفق العادممعيار قياس ضغط ثابت من غطاء محرك السيارة يوفر معلومات عن التغيرات في تدفق الهواءمن أجل تصميم غطاء التهوية لمنع التعرض ملوثات الهواء الخطرة، حكومة الولايات المتحدة مؤتمر علماء الصحة الصناعية توصي تركيب ثابت.8
بالإضافة إلى ذلك، يمكن استخدام أنابيب Pitot ومقاييس شدة الريح ذات الأسلاك الساخنة ومولدات الدخان واختبارات الثلج الجاف لقياس سرعة فتحة/وجه غطاء المحرك وسرعة الهواء في القناة بشكل نوعي، في حين أن اختبار تسرب الغاز المتتبع هو طريقة كمية.:يمكن استخدام 50-52 ، 59 إجراءات اختبار وإصدار الشهادات الموحدة مثل ANSI Z9.5 و ASHRAE 110 ، كما يمكن استخدام المؤشرات النوعية للتركيب والوظائف المناسبة مثل فحص الحشايا والخراطيم.14-15

## الاحتواء

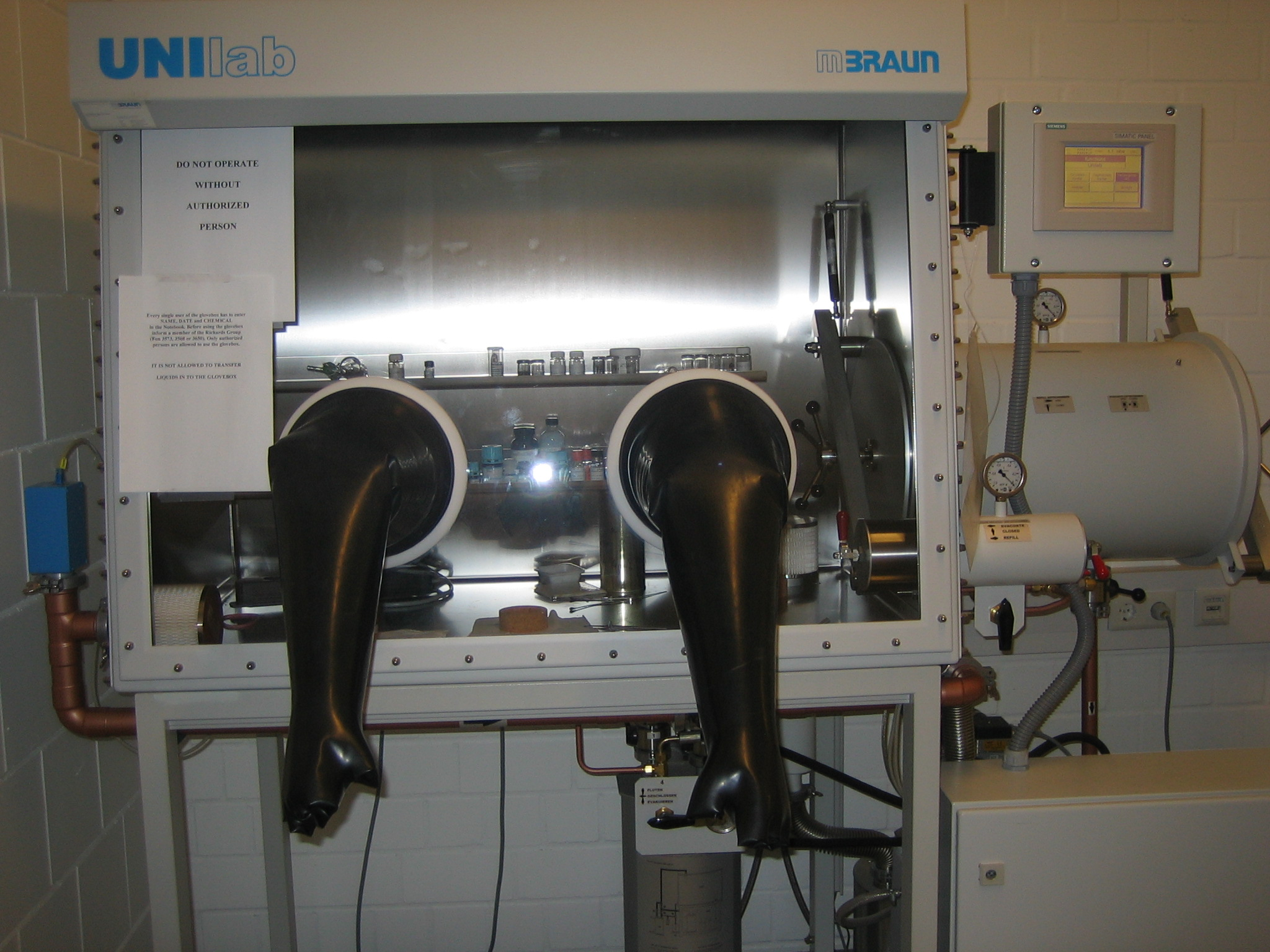
صناديق القفازات مغلقة تمامًا، ولكن يصعب استخدامها أكثر من أغطية الدخان، وقد تتسرب إذا استخدمت تحت ضغط إيجابي.

الاحتواء يشير إلى العزل الجسدي من العمليات أو المعدات لمنع المواد الخطرة من الإفراج عن العمل، 13 يمكن أن تستخدم جنبا إلى جنب مع التهوية على سبيل المثال، يمكن وضع أجهزة الإفراج عن المواد النانوية في غرف منفصلة، 9-11 معيار أساليب التحكم في الغبار، مثل السكن من نظام متحرك أو استخدام نظام الختم لملء أكياس، والتي يمكن أن تقلل بشكل فعال من تركيز الغبار في الجهاز التنفسي.16-17
ويمكن أن تشمل الضوابط الهندسية غير المتعلقة بالتهوية أيضاً الأجهزة التي تم تطويرها لصناعة الأدوية، بما في ذلك أنظمة احتواء العزل. واحدة من أنظمة العزل المرنة الأكثر شيوعا هو احتواء صندوق القفازات، والتي يمكن استخدامها كضميمة حول عمليات مسحوق صغيرة الحجم، مثل الاختلاط والتجفيف. كما توفر وحدات العزل الصلبة في صناديق القفازات طريقة لعزل العامل عن العملية وغالباً ما تستخدم في عمليات متوسطة النطاق تنطوي على نقل مساحيق. القفازات هي مماثلة لقفازات جامدة، لكنها مرنة ويمكن التخلص منها. وهي تستخدم للعمليات الصغيرة لاحتواء أو الحماية من التلوث. صناديق القفازات هي أنظمة مختومة توفر درجة عالية من الحماية للمشغل، ولكنها أكثر صعوبة في الاستخدام بسبب محدودية التنقل وحجم التشغيل. كما أن نقل المواد من وإلى الضميمة هو أيضاً خطر التعرض. وبالإضافة إلى ذلك، يتم تكوين بعض صناديق القفازات لاستخدام الضغط الإيجابي، والتي يمكن أن تزيد من خطر التسريبات.:24-28
آخر غير التهوية التحكم المستخدمة في هذه الصناعة هو نظام بطانة المستمر، والذي يسمح لتعبئة حاويات المنتج في حين أرفق المواد في كيس البولي بروبلين. وغالبا ما يستخدم هذا النظام للمواد خارج التحميل عندما المساحيق هي أن تكون معبأة في براميل.10

## ضوابط هندسية أخرى

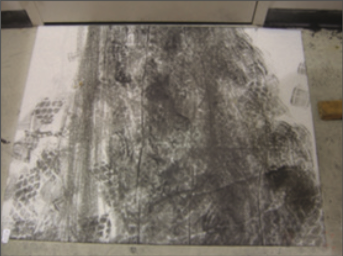
حصيرة لاصقة في منشأة لإنتاج المواد النانوية. من الناحية المثالية، يجب أن تقلل أدوات التحكم الهندسية الأخرى من كمية الغبار المتجمعة على الأرض وتتبعها على السجادة اللاصقة، على عكس هذا المثال.

وتغطي الضوابط الهندسية الأخرى غير المتعلقة بالتهوية بشكل عام مجموعة من تدابير التحكم، مثل الحراس والمتاريس، ومعالجة المواد، أو المواد المضافة. مثال واحد هو وضع حصائر لزجة سيرا على الأقدام في مخارج الغرفة.:9-11 يمكن استخدام الأجهزة الاستاتية عند التعامل مع المواد النانوية للحد من شحنتها الكهربائية الساكنة، مما يجعلها أقل عرضة لتفريق أو الانضمام إلى الملابس.:28 تطبيق رذاذ الماء هو أيضا وسيلة فعالة للحد من تركيزات الغبار قابلة للتنفس.: 16-17

## روابط خارجية
- أنظمة إدارة السلامة والصحة الفعالة في مكان العمل من إدارة السلامة والصحة المهنية الأمريكية